# Берлински маратон
Берлинският маратон (официално име real,- BERLIN-MARATHON) е един от най-бързите и реномираните маратони в света. Провежда се годишно в Берлин, традиционно през последната седмица на септември (през 2009 г. на 19-20 септември).
В Берлин през 2003 година кениецът Пол Тергам поставя най-добро време за маратонска дистанция – 2 часа и 4 минути. Постижението му е подобрено през 2008 г. от етиопския бегач Хайле Гебреселасие с резултат 2:03:59. През 2011 Патрик Макау постига нов рекорд от 2:03:38.
Маратонът е известен е с безупречната си организация и надъханите, многобройни зрители. Някои сравняват трасето с урок по модерна история. Участниците на практика виждат целия Берлин – от панелните блокове на Източен Берлин, до модерните сгради в западните части на града. Трасето е равно, няма почти никакви хълмове. Финалът е на Kurfurstendamm, а пасажът през Бранденбургската врата е култов.
През май в Берлин се организира и полумаратон с дистанция 21 097,5 m (рекорд: 58:56 мин.).